# مهکوم
کونویکتد (به انگلیسی: Konvicted) یا مهکوم (دستکاری‌شدهٔ Convicted به معنی محکوم) عنوان یک آلبوم استودیویی اثر ایکان خواننده ریتم و بلوز اهل آمریکا است. از جمله افراد حاضر در این آلبوم می‌توان از امینم و اسنوپ داگ نام برد.